# 双龍駅 (江原特別自治道)
双龍駅（サンニョンえき）は、大韓民国江原特別自治道寧越郡にある、韓国鉄道公社太白線の駅である。

## 駅構造
- 島式ホーム1面2線の地上駅である。

## 歴史
- 1953年10月1日：営業開始。
- 2013年11月14日：堤川駅 - 当駅間14.2kmの複線電化工事完成[1]。

## 隣の駅
韓国鉄道公社
太白線
堤川駅 - (立石里駅) - 双龍駅 - (淵堂駅) - (清冷浦信号場) - 寧越駅